# Analog hole
In informatica, l'espressione analog hole indica una fondamentale debolezza insita in ogni sistema anticopia (o, propriamente, di Digital rights management). Consiste nel fatto che un segnale digitale, una volta convertito in analogico, è suscettibile di riconversione digitale in un formato non protetto.
Dal momento che il processo di riproduzione di un'opera protetta produce una versione digitale non protetta, coloro che utilizzano sistemi di DRM per imporre restrizioni all'utilizzo di un'opera lo considerano una "falla" (hole) nella protezione o nel controllo offerto dal DRM.

## Storia e protezioni
Sebbene la tecnologia necessaria per ottenere registrazioni digitali da output analogici esista da diverso tempo, non era considerata una "falla" prima dell'utilizzo estensivo del DRM nei tardi anni '90. Il termine "falla analogica" fu reso popolare dalla Motion Picture Association of America e da alcuni suoi membri nel 2002; più tardi questo termine venne rifiutato in favore di espressioni come "problema della riconversione analogica".
Tuttavia, questo tipo di copia non è una replica digitale diretta e presenterà quindi dei difetti. La gravità dei difetti dipende dal metodo di copia utilizzato. Questo tipo di replicazione è per molti aspetti simile alla digitalizzazione iniziale di un supporto analogico, con tutte le problematiche annesse. Per esempio, copie pirata di film possono presentare tracce audio di bassa qualità o immagini scolorite. In generale, una conversione da digitale ad analogico, seguita da un'altra conversione da analogico a digitale, comporta un incremento di rumore rispetto al segnale digitale di partenza. Questo rumore può essere misurato e quantificato; sistemi di registrazione migliori riducono la quantità di rumore introdotta.
Indipendentemente dal sistema anticopia utilizzato, se della musica può essere riprodotta da un altoparlante può essere anche registrata, così come un testo può essere stampato o visualizzato a monitor e può anche essere scansionato e riconosciuto da un software OCR.
Tra il 2002 e il 2003, l'industria cinematografica americana prese in esame la possibilità di una legislazione che "chiudesse la falla analogica"—probabilmente intervenendo sui dispositivi di riproduzione digitale per limitarne la capacità di registrare segnali video analogici che contengono materiale audiovisivo commerciale. L'industria cinematografica ha inoltre studiato diversi sistemi commerciali per eliminare la falla analogica; questi potrebbero venire introdotti senza apposite leggi.
- I segnali analogici possono venire degradati in modo tale da interferire o confondere alcuni dispositivi di registrazione. Per esempio, una delle forme di protezione prodotte da Macrovision tenta di bloccare la registrazione da VCR emettendo un segnale deliberatamente distorto che interferisce con il controllo automatico del guadagno video (Automatic gain control), causando fluttuazioni estreme di luminosità. In teoria questo effetto dovrebbe manifestarsi solo nelle copie, ma può verificarsi anche nella riproduzione del video originale, con particolari combinazioni di videoregistratori e televisori particolarmente sensibili. Alcuni produttori sostengono di aver sviluppato tecniche equivalenti per interferire con le schede di cattura video sui PC. Questi tipi di protezione sono presenti su moltissime VHS originali vendute o noleggiate nel mercato home video e su molti DVD (in quest'ultimo caso il segnale di disturbo è generato dall'apparecchio stesso). Molti vecchi videoregistratori a 2 testine sono immuni alla protezione Macrovision, addirittura la trasferiscono sulla copia assieme al filmato stesso!
- I costruttori di dispositivi di registrazione possono venire obbligati a riconoscere filigrane digitali sui segnali di ingresso e limitare la registrazione come condizione contrattuale. Per esempio, un costruttore che utilizza tecnologie brevettate legate a un particolare sistema di DRM può essere vincolato contrattualmente a inserire limitazioni di registrazione nei suoi prodotti.
- I costruttori di sistemi di riproduzione come ad esempio i set-top box, possono venire obbligati contrattualmente a permettere ai distributori di degradare o bloccare completamente l'output analogico quando un particolare programma viene visualizzato. Questa possibilità è un esempio di controllo selettivo dell'output.
- Ai produttori di determinati sistemi di riproduzione come i set-top box, può venire richiesto, come condizione di un contratto privato, di permettere agli editori o alle emittenti di disabilitare completamente le uscite analogiche, o di degradarne la qualità del segnale, quando viene mostrata una particolare programmazione. Questa capacità è un esempio di Selectable Output Control. Una emittente può quindi impedire tutte le registrazioni di una trasmissione, indicando che gli apparecchi ricevitori conformi devono rifiutarsi di riprodurla attraverso le uscite analogiche.

## Visione ingegneristica contro visioni politiche ed economiche
Il concetto di "tappare la falla analogica" potrebbe essere basata su un basilare fraintendimento del concetto di analogico e digitale. Esiste una storia di desideri economici e politici combinati a incomprensione della tecnologia, che hanno portato a leggi e a pratiche industriali che sono controproducenti o fondamentalmente errate a livello teorico ingegneristico.
Un esempio di ciò fu una legge approvata in Europa per sostenere il DRM, in risposta ad una voce diffusa riguardante i download illegali di musica che venivano conservati nella memoria cache dei computer. Ragionando apparentemente per analogia con i "nascondigli di armi" (cache in inglese può significare anche nascondiglio), l'uso di memorie cache nei computer venne messo fuori legge. Sfortunatamente, lungi all'essere una forma di illegalità specializzata, il caching è una tecnica universalmente utilizzata per la gestione della memoria dei computer, il che portò a comparare questa legge alla classica storiella della legislazione che approvò una legge che definiva pi greco come esattamente pari a tre.
Parte della comunità ingegneristica mette le voci riguardanti l'"analog hole" nella stessa categoria: una strategia impossibile, basata su un fondamentale fraintendimento da parte di persone che non sono ingegneri e che non risolverà il problema dichiarato, ma causerà sprechi e confusione. Sia la conversione "da analogico a digitale" che quella "da digitale ad analogico" sono tecnologie talmente basilari, con così tante implementazioni possibili, che l'idea di essere in grado di bloccare la conversione con questi mezzi è considerata irrealistica. Gli ingegneri sono consci dei principi fisici e matematici che spesso iniziano con "Non è possibile...", che talvolta entrano in conflitto diretto con gli obiettivi politici ed economici. Non bisogna essere ingegneri per comprendere che è semplicemente impossibile mostrare e nascondere contemporaneamente un segnale. In particolare un segnale audio dev'essere convertito in analogico per essere riprodotto da un altoparlante.
Oltre a questo principio generale, la teoria dice che la filigranatura digitale e altre restrizioni all'"analog hole" possono essere facilmente sconfitte da una varietà di tecniche ben note, come il dithering. La risposta "Bene, metteremo fuori legge anche quello" (cosa impossibile dato il suo esteso uso legittimo) differenzia il realismo degli ingegneri dai desideri irrealizzabili dei procuratori.